# 844-й отдельный транспортный авиационный полк
844-й отдельный транспортный авиационный Краснознамённый полк — воинская часть Вооружённых Сил СССР в Великой Отечественной войне.

## История
Переименован из 697-го транспортного авиационного полка 16 апреля 1942 года, на вооружении имел самолёты У-2.
В составе действующей армии с 16 апреля 1942 года по 26 ноября 1944 и с 19 февраля 1945 по 9 мая 1945 года.
После переименования продолжал доставку в окружённую 2-ю ударную армию боеприпасов, продуктов, медикаментов, вывоз раненых, специализировался на выполнении специальных заданий штаба партизанского движения Ленинградской области. Вместе с тем, продолжал вылеты на ночные бомбардировки, с осени 1942 года по 1943 года именуется 844-й лёгкий бомбардировочный авиационный полк. Находился в распоряжении 2-й ударной армии до июля 1942 года, затем перешёл в подчинение 14-й воздушной армии, которая до февраля 1944 года входила в состав Волховского фронта, соответственно полк использовался для транспортных нужд по всей протяжённости фронта.
23 февраля 1944 года полк передан в 13-й воздушной армии, действует в районе Нарвы, в апреле возвращён в 14-ю воздушную армию, действует на 3-м Прибалтийском фронте в Латвии. С ноября 1944 по февраль 1945 в боях не участвовал, в двадцатых числах февраля 1945 года вошёл в состав 4-й воздушной армии, действовал в Польше, Восточной Пруссии и Германии в интересах 2-го Белорусского фронта.
В 1946 году переформирован в 245-ю отдельную смешанную авиационную эскадрилью с базированием в Лигнице

## Подчинение
| Дата            | Фронт (округ)                                              | Армия                | Корпус | Дивизия | Примечания |
| --------------- | ---------------------------------------------------------- | -------------------- | ------ | ------- | ---------- |
| 01.05.1942 года | Ленинградский фронт (Группа войск Волховского направления) | 2-я ударная армия    | -      | -       | -          |
| 01.06.1942 года | Ленинградский фронт ( Волховская группа войск)             | 2-я ударная армия    | -      | -       | -          |
| 01.07.1942 года | Волховский фронт                                           | 2-я ударная армия    | -      | -       | -          |
| 01.08.1942 года | Волховский фронт                                           | -                    | -      | -       | -          |
| 01.09.1942 года | Волховский фронт                                           | 14-я воздушная армия | -      | -       | -          |
| 01.10.1942 года | Волховский фронт                                           | 14-я воздушная армия | -      | -       | -          |
| 01.11.1942 года | Волховский фронт                                           | 14-я воздушная армия | -      | -       | -          |
| 01.12.1942 года | Волховский фронт                                           | 14-я воздушная армия | -      | -       | -          |
| 01.01.1943 года | Волховский фронт                                           | 14-я воздушная армия | -      | -       | -          |
| 01.02.1943 года | Волховский фронт                                           | 14-я воздушная армия | -      | -       | -          |
| 01.03.1943 года | Волховский фронт                                           | 14-я воздушная армия | -      | -       | -          |
| 01.04.1943 года | Волховский фронт                                           | 14-я воздушная армия | -      | -       | -          |
| 01.05.1943 года | Волховский фронт                                           | 14-я воздушная армия | -      | -       | -          |
| 01.06.1943 года | Волховский фронт                                           | 14-я воздушная армия | -      | -       | -          |
| 01.07.1943 года | Волховский фронт                                           | 14-я воздушная армия | -      | -       | -          |
| 01.08.1943 года | Волховский фронт                                           | 14-я воздушная армия | -      | -       | -          |
| 01.09.1943 года | Волховский фронт                                           | 14-я воздушная армия | -      | -       | -          |
| 01.10.1943 года | Волховский фронт                                           | 14-я воздушная армия | -      | -       | -          |
| 01.11.1943 года | Волховский фронт                                           | 14-я воздушная армия | -      | -       | -          |
| 01.12.1943 года | Волховский фронт                                           | 14-я воздушная армия | -      | -       | -          |
| 01.01.1944 года | Волховский фронт                                           | 14-я воздушная армия | -      | -       | -          |
| 01.02.1944 года | Волховский фронт                                           | 14-я воздушная армия | -      | -       | -          |
| 01.03.1944 года | Ленинградский фронт                                        | 13-я воздушная армия | -      | -       | -          |
| 01.04.1944 года | Ленинградский фронт                                        | -                    | -      | -       | -          |
| 01.05.1944 года | 3-й Прибалтийский фронт                                    | 14-я воздушная армия | -      | -       | -          |
| 01.06.1944 года | 3-й Прибалтийский фронт                                    | 14-я воздушная армия | -      | -       | -          |
| 01.07.1944 года | 3-й Прибалтийский фронт                                    | 14-я воздушная армия | -      | -       | -          |
| 01.08.1944 года | 3-й Прибалтийский фронт                                    | 14-я воздушная армия | -      | -       | -          |
| 01.09.1944 года | 3-й Прибалтийский фронт                                    | 14-я воздушная армия | -      | -       | -          |
| 01.10.1944 года | 3-й Прибалтийский фронт                                    | 14-я воздушная армия | -      | -       | -          |
| 01.11.1944 года | 2-й Прибалтийский фронт                                    | 14-я воздушная армия | -      | -       | -          |
| 01.12.1944 года | Резерв Ставки ВГК                                          | 14-я воздушная армия | -      | -       | -          |
| 01.01.1945 года | Резерв Ставки ВГК                                          | 14-я воздушная армия | -      | -       | -          |
| 01.02.1945 года | Резерв Ставки ВГК                                          | 14-я воздушная армия | -      | -       | -          |
| 01.03.1945 года | 2-й Белорусский фронт                                      | 4-я воздушная армия  | -      | -       | -          |
| 01.04.1945 года | 2-й Белорусский фронт                                      | 4-я воздушная армия  | -      | -       | -          |
| 01.05.1945 года | 2-й Белорусский фронт                                      | 4-я воздушная армия  | -      | -       | -          |

## Командиры
- подполковник Лужкин Сергей Никанорович
- майор Подольский Иван Ефимович (с июля 1944 г.)